# Heterospilus fuscinervis
Heterospilus fuscinervis är en stekelart som först beskrevs av Cameron 1887.  Heterospilus fuscinervis ingår i släktet Heterospilus och familjen bracksteklar. Inga underarter finns listade i Catalogue of Life.